# Aeronave de seguimiento

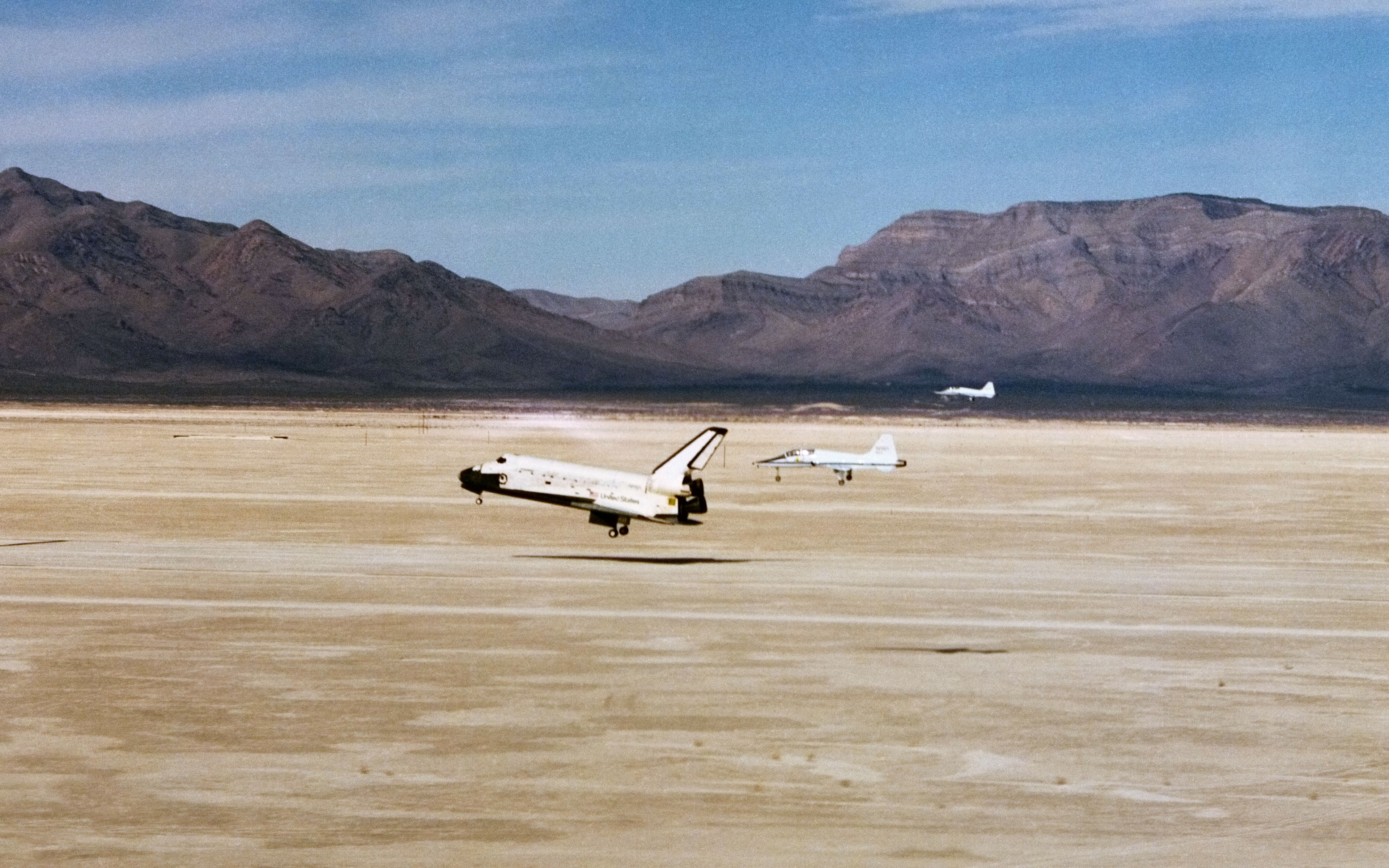
Dos aeronaves de seguimiento Northrop T-38 Talon siguen al transbordador espacial Columbia cuando aterriza en White Sands (Nuevo México) al terminar la misión STS-3.

Una aeronave de seguimiento es aquella que sigue el vuelo de otra aeronave durante sus vuelos de prueba. Durante muchos años, la mejor manera de asegurar la seguridad de una aeronave en pruebas fue volar al lado de ella y observar su vuelo.
La tripulación de la aeronave de seguimiento se mantendrá al margen de posibles problemas que puedan surgir durante los vuelos de prueba, de manera que si surgiera algún problema, ésta se encargaría de avisar y proporcionar información crítica a la tripulación que está a bordo de la aeronave en pruebas, y también a los controladores de la misión que están en tierra. La tripulación de la aeronave de seguimiento también monitoriza el espacio aéreo para evitar el riesgo de encontrarse con una aeronave que puede suponer un riesgo para el vuelo, ya sea porque se interpone en la trayectoria de la aeronave en pruebas o porque pueda poner en peligro algún tipo de secreto asociado con un proyecto en particular.
Desde los primeros días de pruebas de la Fuerza Aérea de los Estados Unidos (USAF), las aeronaves de seguimiento han sido pilotadas por pilotos de pruebas al igual que los aviones en pruebas a los que acompañan, proporcionando un lenguaje común y un vínculo entre el piloto de pruebas y el observador. En caso de un fallo durante el experimento, los pilotos con experiencia en aeronaves de seguimiento pueden guiar al avión en pruebas con problemas hasta un aterrizaje seguro.